# Société Générale
Société Générale S.A. är en av Europas största banker och finns på de flesta finansiella centrum i världen. SG är en universalbank med ett stort utbud av finansiella tjänster för såväl företag som privatpersoner. De två största områdena är kontorsrörelsen (främst i Frankrike och Östeuropa) och investment banking. SG är börsnoterat i Paris och på NYSE. 
Société Générale grundades 1864, nationaliserades 1945 men privatiserades åter 1993.

## Société Générale i Sverige
Société Générales investmentbankverksamhet (Société Générale Corporate & Investment Banking)  finns representerat i Sverige via ett lokalt kontor på Nybrokajen 7 i centrala Stockholm.
Société Générale har genom att vara innovativa skapat sig en globalt ledande position inom området börshandlade produkter, vilket innefattar certifikat, minifutures, warranter, turbowarranter och etf:er (börshandlade fonder via Lyxor). Under 2014 har banken även kommit att bli Sveriges största aktör inom området för börshandlade värdepapper.  Vidare är koncernen representerade via dotterbolag, som ALD Automotive (operativ billeasing) och SG Finans (finansiering av investeringar).